# بيب شافاريا
بيب شافاريا (بالإسبانية: Josep María Chavarría Pérez) هو لاعب كرة قدم إسباني، ولد في 10 أبريل 1998 في فيغيراس في إسبانيا. لعب مع نادي فيغيراس ‏.

## وصلات خارجية
- بيب شافاريا على موقع قاعدة بيانات كرة القدم.إي يو (الإنجليزية)
- بيب شافاريا على موقع Soccerway.com (الإنجليزية)